# Oxychilus superfluus
Oxychilus superfluus is een slakkensoort uit de familie van de Oxychilidae. De wetenschappelijke naam van de soort is voor het eerst geldig gepubliceerd in 1849 door L. Pfeiffer.